# Općina Kungota
Općina Kungota (slo.:Občina Kungota) je općina u sjevernoj Sloveniji u pokrajini Štajerskoj i statističkoj regiji Podravskoj. Središte općine je naselje Zgornja Kungota s 1.594 stanovnika.

## Zemljopis
Općina Kungota nalazi se u sjevernom dijelu Slovenije. Općina na sjeveru i zapadu graniči s Austrijom. Općina je brdsko-planinskog karaktera. Zemljište se spušta od zapada (planina Kozjak) ka istoku, gdje počinje brežuljkasto područje Slovenskih Gorica.
U općini vlada umjereno kontinentalna klima.
Jedini značajan vodotok na području općine je rječica Pesnica. Ostali vodotoci su mali i njeni su pritoci.

## Naselja u općini
Ciringa, Gradiška, Grušena, Jedlovnik, Jurski Vrh, Kozjak nad Pesnico, Pesnica, Plač, Plintovec, Podigrac, Rošpoh, Slatina, Slatinski Dol, Spodnje Vrtiče, Svečina, Špičnik, Vršnik, Zgornja Kungota, Zgornje Vrtiče

## Vanjske poveznice
- Službena stranica općine